# Frank-Walter Steinmeier
Frank-Walter Steinmeier (Detmold, 5 de janeiro de 1956) é um político alemão. Filiado ao Partido Social-Democrata da Alemanha (SPD), atual presidente da Alemanha desde 2017.
Em 12 de fevereiro de 2017 foi eleito presidente da Alemanha e sucedeu a Joachim Gauck em 19 de março de 2017. Foi reeleito para um segundo mandato em 13 de fevereiro de 2022.
Foi chefe da chancelaria entre 1999 e 2005, no governo de Gerhard Schröder. De 2005 a 2009 foi ministro de Negócios Estrangeiros, e de 2007 a 2009 cumulativamente vice-chanceler. Em 2009 foi candidato do SPD a chanceler, mas o seu partido perdeu as eleições. Desde 2009 é presidente da bancada do SPD no Bundestag e a este título líder da oposição ao governo de Angela Merkel. Na sequência das eleições de 2013, onde o partido de Angela Merkel (CDU & CSU) obteve novamente a maioria relativa mas não absoluta, ela formou um governo de coligação com o SPD em cujo quadro Steinmeier voltou a assumir as funções de Ministro de Negócios Estrangeiros. Steinmeier pertence à ala direita do SPD, conhecida como reformistas e moderados.
Doutor em direito, Steinmeier é casado com Elke Büdenbender com quem tem uma filha. Em 24 de agosto de 2010 doou um rim à sua mulher. Steinmeier gosta de jazz e é um fã de futebol.
Em 1 de março de 2018, foi agraciado com o Grande-Colar da Ordem do Infante D. Henrique, de Portugal, por ocasião da visita oficial que realizou a Lisboa.